# پیر برامبیلا
پیر برامبیلا (فرانسوی: Pierre Brambilla‎; ۱۲ مهٔ ۱۹۱۹ – ۱۳ فوریهٔ ۱۹۸۴) دوچرخه‌سوار اهل فرانسه بود.